# Tasmanoonops alipes
Espèce
Tasmanoonops alipes est une espèce d'araignées aranéomorphes de la famille des Orsolobidae.

## Distribution
Cette espèce est endémique de Tasmanie en Australie.

## Description
La femelle holotype mesure 6,2 mm.
Le mâle décrit par Hickman en 1932 mesure 4,1 mm.

## Publication originale
- Hickman, 1930 : Studies in Tasmanian spiders. Part IV. Papers and Proceedings of the Royal Society of Tasmania, vol. 1929, p. 87-122 (texte intégral).